# رباط معدي قولوني
الرباط المعدي القولوني هو جزء من غشاء الأمعاء الشحمي الكبير الذي يمتد من الانحناء الكبير للمعدة إلى القولون المستعرض. ويشكل جزءًا من الجدار الأمامي للكيس الأقل.
تقسيم الرباط المعدي يوفر الوصول إلى البنكرياس الأمامي والجدار الخلفي للمعدة. عادة ما يتم ذلك لإجراءات ويبل، استئصال البنكرياس البعيدة، بعض أشكال مجازة الروتيز-إن-يو المعوية، وفتحة البطن الاستكشافية.